# Physiological Research
Physiological Research (Physiol Res) je  vědecký časopis vydávaný Fyziologickým ústavem Akademie věd České republiky, publikuje originální výsledky a přehledové články z oblastí normální a patologické fyziologie, biochemie, biofyziky a farmakologie. Jazykem publikací je angličtina. Do roku 2019 vycházel časopis i v tištěné podobě, od roku 2020 vychází jen v elektronické podobě. Časopis je publikován jako Open Access, autor platí 90 euro za tiskovou stranu původního článku a 45 euro za tiskovou stranu přehledového článku. Impakt faktor pro rok 2018 je 1.701, čímž je časopis 64. z 81 časopisů v kategorii Physiology a je tak ve čtvrtém kvartilu.
Časopis vycházel od roku 1952 jako Чехословацкая физиология (Čechoslovackaja fiziologija) se souběžným názvem Physiologia bohemoslovenica. Příspěvky byly publikovány v českém, slovenském a ruském jazyce. Od roku 1956 se stal preferovaným názvem Physiologia bohemoslovenica a název Чехословацкая физиология  se stal souběžným názvem. V roce 1965 byl název změněn na Physiologia bohemoslovaca', souběžný ruský název byl vypuštěn a jazykem publikací se stal anglický jazyk. V roce 1991 by název změněn na Physiological Research.  